# Боксерски устанак
Под боксерским устанком сматра се побуна која је 1900. године међу кинеским народом изазвала сукобе великих размера. Побуњеници су били Хан Кинези који су имали за циљ протеривање свих Европљана, Јапанаца и осталих странаца који су дошли у Кину, а које су Кинези једним именом називали „страним ђаволима“ или „фан гуај лоу“. Такође је овај устанак имао за циљ враћање претходне династије Минг и збацивања Манџураца са власти, као и враћање Хонгконга. Иако су Манџурци који су живели у Кини, како цареви, тако и обични грађани, носили кинеска имена и причали кинеским језиком, а појединци су чак били већи Кинези од самих Кинеза, тј. Хан народа, Кинези су ипак желели да виде на трону „праве Кинезе“.
Побуњеници су нападали стране амбасаде, рушили цркве које су Европљани градили, а убили су и неколико стотина странаца. Вршене су и демонстрације против манџурске династије. У оквиру боксерске организације били су присутни разни појединци из различитих друштвених кругова, било је и мушкараца и жена, чак и старије дјеце и старих особа, као и ратничке школе, удружења и верске секте. Неки су били отпуштени војници, неки отпуштени са Великог кинеског канала где су радили као чамџије, мада највећи део су чинили сељаци.
"Боксерски устанак" је био претеча многих насилних антизападних реакција, које ће се понављати кроз историју. Преотимање Африке се завршило 1900. године, тако да је афрички континент успешно подељен и обезбедио колоније Уједињеном краљевству, Белгији, Француској и Немачкој. Кина је колонијалним силама била следећа на листи, посебно је Велика Британија била нарочито заинтересована за своју следећу велику азијску експанзију, након успешног успостављања потпуне контроле у својо колонији Индији, након побуне која се одиграла 1857. године. Британија је 1897. године била у свом највећем успону, у години када се обележавао дијамантски јубилеј  краљице Викторије и била је потпуно спремна за кинески изазов.
У пролеће 1900. године, дипломате који су боравили у Пекингу су већ имале прилику да виде убилачке нападе на домове странаца и пословних људи, хришћанске мисије и на саме Кинезе који су примили хришћанство. Насиље које је почело у северном делу Кине, убрзо је захватило и престоницу. Због напада на амбасаде и цркве, 30. маја 1900. године стране дипломате су захтевале помоћ од својих држава, да бих заштитиле. Између 31. маја и 04. априла у дипломатско насеље, које се налазило одмах поред зидина Забрањеног града, стигло је четиристо морнара и маринаца, који су одмах подигли одбрамбене барикаде. Сер Клод Мекдоналд, британски амбасадор, тражио је упућивање далеко већих снага, пре него су прекинуте све телеграфске везе, тако да су дипломате и њихове породице , као и особље, били потпуно изоловани унутар дипломатског насеља и католичке катедрале.
Царица Цу Хси је 18. јуна издала наређење да се сви странци у Кини погубе. То је довело до тога да је два дана касније почела опсада дипломатског насеља од стране 20.000 "Боксера", који су витлајући мачевима, кренули у масовни напад носећи своје црвено-беле заставе и карактеристичну униформу: црвене турбане на глави, црвене ленте и врпце преко плаве одеће. Нападачи су били удаљени свега десетак метара од капије дипломатског комплекса, када су трупе које су штитиле дипломате, отвориле ватру и убила око 50 нападача, након чега се остатак нападача повукао. Међутим, нападачи су се од тада, свакодневно поново враћали, тако да је у наредним данима убијено 76 људи, укључујући и немачког амбасадора. 
Опсада је трајала све до 14. августа, када су међународне војне снаге које су бројале око 20.000 војника и биле упућене из Тјенцина, започела бомбардовање Пекинга и ослободило дипломатско насеље од опсаде. Том приликом, разорен је Забрањени град, док је царица Цу Хси успела да побегне из града запрежним колима, прерушена у сељанку.
Пекинг је опљачкан, међународне војне снаге су наставиле свој поход на север ради успостављања контроле над северним кинеским провинцијама, где су "Боксери" били бројни и где су имали велику подршку. Царска влада је била приморана да прихвати понижавајуће одредбе мировног протокола из Пекинга: европским силама је било дозвољено да задрже војне снаге у Пекингу; владини официри који су узели учешће у побуни биће процесирани; страним силама ће бити надокнађена штета коју су претрпели; сва утврђења од Пекинга до мора биће разоружана; увоз наоружања биће забрањен. Распарчавање Кине је избегнуто само из разлога што је америчким трговачким интересима одговарало да се одржи територијални интегритет земље. Кине је фактички престала да буде независна држава, као таква није била у стању да реагује у руско-јапанском рату, који је довео да успостављања Јапана на далеком истоку. 

Царица Цу Хси се вратила у Пекинг две године касније, када је била приморана да примењује бројне реформе. Једна од тих мера укључивала и модернизацију образовања кроз измене наставног плана, напуштања класичног Конфучијевог учења и давању нагласка  математици, науци и машинству. Модернизација је укључивала и образовање жена, али и упућивање младих Кинеза на школовање у Европу, где у неки од њих дошли у контакт са марксизмом. Кинеска војска је професионализована по узору на војске западних земаља и јапанску војску. 1909. године долази до формирања провинцијских скупштина, док 1910. године се формира народна, демократски формирана скупштина. Велика побуна је избила 1911. године у западној провинцији Сичуан, из које је касније произишла Кинеска народна револуција, која је оборила династију.

## Историјска позадина

### Порекло Боксера
Организација Праведне и хармоничне песнице (Јихећуен) или "Песнице праведног склада" (енгл. "The Fists of Righteous Harmony") формирана је у унутрашњим деловима северне обалске провинције Шандонг, дуго познате по социјалним немирима, верским сектама и борилачким друштвима. Амерички хришћански мисионари су вероватно први који су добро обучене, атлетске младиће називали „Боксери“, због борилачких вештина и обуке у оружју. Њихова примарна пракса била је врста духовног поседовања која је подразумевала ковитлање мачева, насилну испруженост и скандирање инкантација божанствима. Неки од чланова ове организације су тврдили да поседују магичне моћи и да их ратнички ритуал чини неосетљивим на бол и отпорним на метке.
Прилике за борбу против западног задирања и колонизације биле су посебно привлачне незапосленим сеоским мушкарцима, од којих су многи били тинејџери. Традиција поседовања и нерањивости сеже неколико стотина година уназад, али поприма посебно значење против нових моћних оружја Запада. Боксери, наоружани пушкама и мачевима, тврдили су да имају натприродну нерањивост према ударцима топова, пушчаних хитаца и нападима ножевима. Даље, Боксерске групе популарно су тврдиле да ће милиони војника сићи с неба да им помогну у пречишћавању Кине од страног угњетавања.
Године 1895, упркос амбивалентности према њиховој хетеродоксној пракси, Јусјен, Манчу, који је тада био префект Цаоџоу, а касније ће постати провинцијски гувернер, сарађивао је са Друштвом великих мачева, чија је првобитна сврха била заштита од разбојништва, у борби против разбојника. Мисионари Немачког друштва божанске речи развили су своје присуство у тој области, делом прихватајући значајан део обраћеника којима је била „потребна заштита од закона“. Једном приликом 1895. године, велика разбојничка банда коју је поразило Друштво великих мачева тврдила је да су католици да би избегли кривично гоњење. „Граница између хришћана и разбојника постајала је све нејаснија“, примећује Пол Кохен. Неки мисионари попут Џорџа Стенца такође су користили своје привилегије да интервенишу у парницама. Велики мачеви су одговорили нападима и спаљивањем католичких имања. Као резултат дипломатског притиска у главном граду, Јусјен је погубио неколико вођа Великог мача, али није казнио никога другог. Након овога почела су да се појављују додатна тајна борилачка друштава.

### Општа гледишта и анализе
In addition to those used in the notes and listed under References, general accounts can be found in such textbooks as Jonathan Spence, In Search of Modern China, pp. 230–235; Keith Schoppa, Revolution and Its Past, pp. 118–123; and Immanuel Hsu, Ch 16, "The Boxer Uprising", in The Rise of Modern China (1990).
- Bickers, Robert A.; R. G. Tiedemann, ур. (2007). The Boxers, China, and the World. Lanham: Rowman & Littlefield. ISBN 978-0-7425-5394-1..
- Bickers, Robert A. (2011). The Scramble for China: Foreign Devils in the Qing Empire, 1800–1914. London: Allen Lane..
- Buck, David D (1987). „Recent Studies of the Boxer Movement”. Chinese Studies in History. 20., . Introduction to a special issue of the journal devoted to translations of recent research on the Boxers in the People's Republic.
- Harrison, Henrietta (септембар 2000). „Justice on Behalf of Heaven”. History Today. 50 (9): 44—51. ,online; popular history..
- Shan, Patrick Fuliang (2018). Yuan Shikai: A Reappraisal. The University of British Columbia Press. ISBN 9780774837781.
- Purcell, Victor (1963). The Boxer Uprising: A background study. Cambridge; University Press.
- Silbey, David (2012). The Boxer Rebellion and the Great Game in China. New York: Hill and Wang. ISBN 9780809094776.
- „In Our Time – discussion show on The Boxer Rebellion”. BBC Radio4.

### Мисионарско искуство и лични становишта
- Bell, P, and Clements, R (2014). Lives from a Black Tin Box. Authentic Media. ISBN 978-1-86024-931-0. The story of the Xinzhou martyrs, Shanxi Province.
- Brandt, Nat (1994). Massacre in Shansi. Syracuse University Press. ISBN 0-8156-0282-0.. The story of the Oberlin missionaries at Taigu, Shanxi.
- Clark, Anthony E. (2015). Heaven in Conflict: Franciscans and the Boxer Uprising in Shanxi. Seattle and London: University of Washington Press. ISBN 978-0-295-99400-0.
- Price, Eva Jane (1989). China Journal, 1889–1900: An American Missionary Family During the Boxer Rebellion. Scribner. ISBN 0-684-18951-8.. Review: Susanna Ashton. „Compound Walls: Eva Jane Price's Letters from a Chinese Mission, 1890–1900.”. Frontiers. 17 (3): 80—94. 1996. ISSN 0160-9009.. The journal of the events leading up to the deaths of the Price family.
- Sharf, Frederic A.; Harrington, Peter (2000). China, 1900: The Eyewitnesses Speak : The Experience of Westerners in China During the Boxer Rebellion, as Described by Participants in Letters, Diaries and Photographs. London: Greenhill Books. ISBN 1-85367-410-9.. Excerpts from German, British, Japanese, and American soldiers, diplomats and journalists.
- Sharf, Frederic A.; Harrington, Peter (2000). China 1900: The Artists' Perspective. London: Greenhill. ISBN 1-85367-409-5.
- Tiedemann, R.G. (1998). „Boxers, Christians and the culture of violence in north China”. Journal of Peasant Studies. 25 (4): 150—160. doi:10.1080/03066159808438688.

### Савезничка интервенција, Боксерски рат и последице
- Bodin, Lynn E.; Warner, Christopher (1979). The Boxer Rebellion. Men-at-Arms Series 95. London: Osprey. ISBN 0-85045-335-6.
- Fleming, Peter (1959). The Siege at Peking. New York: Harper. ISBN 0-88029-462-0.
- Hevia, James L (1992). „Leaving a Brand on China: Missionary Discourse in the Wake of the Boxer Movement”. Modern China. 18 (3): 304—332..
- Hevia, James L. (2003). „A Reign of Terror: Punishment and Retribution in Beijing and its Environs, Chapter 6”. English Lessons: The Pedagogy of Imperialism in Nineteenth Century China. Durham, NC: Duke University Press. стр. 195–240. ISBN 0-8223-3151-9.
- Hunt, Michael H (пролеће 1972). „The American Remission of the Boxer Indemnity: A Reappraisal”. Journal of Asian Studies. 31: 539—559..
- Hunt, Michael H (новембар 1979). „The Forgotten Occupation: Peking, 1900–1901”. Pacific Historical Review. 48 (4): 501—529..
- Langer, William. (1950). The Diplomacy of Imperialism 1890–1902 (2nd изд.). стр. 677—709..

### Савремени извештаји и извори
- Broomhall, Marshall (1901). Martyred Missionaries of The China Inland Mission; With a Record of The Perils and Sufferings of Some Who Escaped. London: Morgan and Scott.. A contemporary account.
- Conger, Sarah Pike (1909), Letters from China with Particular Reference to the Empress Dowager and the Women of China (2nd изд.), Chicago: A.C. McClurg
- E. H. Edwards (1903). Fire and Sword in Shansi: The Story of the Martyrdom of Foreigners and Chinese Christians. New York: Revell.
- Isaac Taylor Headland, (1902). Chinese Heroes; Being a Record of Persecutions Endured by Native Christians in the Boxer Uprising. New York, Cincinnati: Eaton & Mains; Jennings & Pye..
- Arnold Henry Savage Landor, (1901). China and the Allies. New York: Scribner's.. 01008198 Google Books:
- Pierre Loti, The Last Days of Pekin. Boston: Little, Brown and Co. 1902. : tr. of Les Derniers Jours De Pékin (Paris: Lévy, 1900).
- W. A. P. Martin, The Siege in Peking, China against the World. New York: F. H. Revell company. 1900. .
- Putnam Weale, Bertram Lenox, (1907). Indiscreet Letters from Peking: Being the Notes of an Eyewitness, Which Set Forth in Some Detail, From Day to Day, The Real Story of the Siege and Sack of a Distressed Capital in 1900– The Year of Great Tribulation. Dodd, Mead. Free ebook. Project Gutenberg.
- Arthur H.Smith, China in Convulsion (New York: F. H. Revell, 2 vols. 1901). Internet Archive Volume I Volume II,  An account of the Boxers and the siege by a missionary who had lived in a North China village.